# Pestxani (Tsibanobalka)
|  | Per a altres significats, vegeu «Pestxani». |

Pestxani - Песчаный (rus) - és un khútor del krai de Krasnodar, a Rússia. Es troba a la vora del liman de Vítiazevo, al sud de la desembocadura del riu Gostagaika, a la plana de ponent del Caucas occidental. És a 14 km al nord d'Anapa i a 132 km a l'oest de Krasnodar. Pertany al poble de Tsibanobalka.